# مونته‌جروسو دآستی
مونته‌جروسو دآستی (به ایتالیایی: Montegrosso d'Asti) یک کومونه در ایتالیا است که در استان آسته واقع شده‌است. مونته‌جروسو دآستی ۱۵٫۶ کیلومترمربع مساحت و ۲٬۱۷۵ نفر جمعیت دارد.